# Phideaux
Phideaux è un gruppo rock progressive degli Stati Uniti, fondato da Phideaux Xavier.

## Formazione
- Phideaux Xavier (voce, piano, chitarra, tastiere, basso)
- Rich Hutchins (batteria)
- Ariel Farber (voce, violino)
- Valerie Gracious (voce, piano)
- Mathew Kennedy (basso)
- Gabriel Moffat (chitarra, voce, basso)
- Molly Ruttan-Moffat (batteria, voce)
- Linda Ruttan-Moldawsky (voce)
- Mark Sherkus (chitarra, tastiere, piano)
- Johnny Unicorn (tastiere, sassofono, voce)

## Discografia

### Album
- 2003 - Fiendish
- 2004 - Ghost Story
- 2005 - Chupacabras
- 2005 - 313
- 2006 - The Great Leap
- 2007 - Doomsday Afternoon
- 2009 - Number Seven
- 2011 - Snowtorch
- 2011 - 7½
- 2018 - Infernal